# Władcy Papui

## Władcy Rumbati
Dynastia Bauw
- Salakidan Bauw (władca legendarny Rumbati na terenie prowincji Papua) przed 1678–1700
- Tela Bauw (władca historyczny przed 1700–1720; abdykował) [syn]
- Manimomoa Bauw (ok. 1720–1750) [syn]
- Gefasani Bauw (ok. 1750–1770) [syn]
- Natiasa Bauw (ok. 1770–1780) [brat]
- Ritubuan Bauw (ok. 1780–1800) [syn Gefasaniego]
- Anakoda Bauw (ok. 1800–1820) [syn Natiasy]
- Patmaguri Bauw (przed 1820–1840) [syn Ritubuana]
- Mampati Bauw (ok. 1840–1850; władca Atti-Atti) [syn Anakody]
- Nawarisa (ok. 1850–1870; abdykował) [syn Patmaguriego]
- Tadżam (ok. 1870–1875)
- Ismail (ok. 1875–1880)
- Abd al-Dżalil (ok. 1880)
- Samali (ok. 1880–1902) [syn Ismaila]
- Abu Bakr (1902–1945; regencja 1902–1913) [syn]
- Ibrahim (1946–1962; usunięty, zmarł 1993)

## Władcy Atti-Atti
- Mampati Bauw (władca Atti-Atti na terenie prowincji Papua) ok. 1850-?; władca Rumbati
- Wainesin (ok. 1860)
- Jusuf Kerewaindżai (ok. 1890–1897; usunięty) [syn]
- Hadżo Haruna (1899–1932) [bratanek]
- Regencja radżów Fatagaru 1932–1942
- Ali (1942-po 1953; regencja 1942-po 1943) [wnuk]

## Władcy Fatagaru
- Warjang (władca Fatagaru na terenie prowincji Papua) przed 1700–1730
- Nawai (ok. 1730–1750) [syn]
- Nasurai (ok. 1750–1780) [syn]
- Naraitat (ok. 1780–1810) [syn]
- Parar (radża ok. 1810–1850) [syn]
- Kanumbas (ok. 1850–1870) [wnuk]
- Kurkur (ok. 1870–1878; usunięty) [brat]
- Interregnum 1878–1899
- Mafa (1899–1942) [syn]
- Kamarudin (1942–1943) [syn]
- Ahmad Uswanas (1943-?)

## Władcy Sekaru
- Weker (gubernator Sekaru pod władzą Rumbati na terenie prowincji Papua (Irian Jaya) ok. 1850)
- Pandai (przed 1880–1899; radża od przed 1896)
- Lakate (regent 1899-?) [pasierb]
- Pipi (przed 1911–1915)
- Singgaraj (1915–1936; usunięty) [syn]
- Abd al-Karim Baraweri (po 1936–1942; usunięty)
- Singgaraj (2-gie panowanie 1942–1945; usunięty)
- Abd al-Karim (2-gie panowanie 1945-po 1946)

## Władcy Lilinty
- Nieznani władcy (15??–1850)
- Zależność od Bantajanu 15??–1921
- Abd al-Madżid (władca Lilinty na wyspie Ampat na terenie prowincji Papua) przed 1872–1904; abdykował
- Dżamal ad-Din (1904–1945)
- Protektorat holenderski 1921–1946
- Bahar ad-Din Dekamboe (1945-?) [wnuk]

## Władcy Waigamy
- Nieznani władcy(?) (15??–1850)
- Zależność od Bantajanu 15??–1921
- Abd ar-Rahman (władca Waigamy na wyspie Ampat na terenie prowincji Papua) przed 1872–1891
- Hasan (1891/1900–1916) [syn]
- Szams ad-Din Tafalas (1916-po 1953)
- Protektorat holenderski 1921–1946

## Władcy Selawati
- Nieznani władcy(?) (15??–1850)
- Zależność od Ternate 15??–1921
- Abd al-Kasim (władca Selawati na wyspie Ampat na terenie prowincji Papua) przed 1873-po 1890
- Muhammad Amin (przed 1900–1918)
- Bahar ad-Din Arfan (1918–1935)
- Protektorat holenderski 1921–1946
- Abu’l-Kasim Arfan (1935-?)

## Władcy Waigeo
- Nieznani władcy(?) (15??–1890)
- Zależność od Ternate 15??–1921
- N.N. (władca Waigeo na wyspie Ampat na terenie prowincji Papua) 189?–1899
- Gandżun (ok. 1900–1918)
- Holenderskie Indie Wschodnie podbijają Waigeo 1918